# Danny O'Donoghue
Daniel "Danny" John Mark Luke O'Donoghue, född 3 oktober 1980 i Dublin, är en irländsk singer-songwriter. Han är mest känd för att vara med i musikgruppen The Script. Tillsammans med Tom Jones, will.i.am och Jessie J var han en av jurymedlemmarna i The Voice UK 2012.